# طلال الهواري
طلال نور الدين طه الهواري (ولد في 17 يونيو 1996 في عمان، الأردن) لاعب كرة قدم أردني يجيد اللعب في مركز قلب الدفاع. يلعب حاليا لصالح الحد البحريني منذ 2022.